# Isabel Hénin
Isabel Hénin, geborene Krüger (* 1973 in Bobingen), ist eine deutsche Diplomatin. Sie ist seit August 2024 Leiterin des West-Afrika Referats im Auswärtigen Amt. Vorher war sie von  2021 bis 2024 Botschafterin der Bundesrepublik Deutschland in Mauretanien.

## Werdegang
Das Abitur legte Isabel Hénin 1992 an der Schule Schloss Salem ab. Von 1993 bis 2000 studierte sie politische Wissenschaften und Volkswirtschaftslehre in Heidelberg und Paris. Danach arbeitete sie bis 2003 als Wissenschaftliche Angestellte an der Universität Heidelberg. 2003 trat sie in den Auswärtigen Dienst ein.
Nach Ende der Diplomatenausbildung folgte von 2004 bis 2007 ein erster Auslandseinsatz an der Botschaft Amman (Jordanien). Ein weiterer Auslandseinsatz erfolgte von 2010 bis 2014 an der Botschaft Addis Abeba, Äthiopien, nachdem sie von 2007 bis 2010 im Auswärtigen Amt tätig war.
In Paris arbeitete Hénin von 2014 bis 2016 als Austauschbeamtin im Französischen Außenministerium und von 2016 bis 2017 an der Botschaft Paris.
Es folgte eine Verwendung als stellvertretende Referatsleiterin im Auswärtigen Amt ab 2017, bevor sie im August 2021 zur Botschafterin in Mauretanien ernannt wurde. Auf diesem Posten wurde sie 2024 von Florian Reindel abgelöst. Hénin übernahm im August 2024 die Leitung des West-Afrika Referats im Auswärtigen Amt.
Isabel Hénin ist verheiratet mit dem französischen Journalisten Nicolas Henin und hat zwei Kinder.